# 2024年参议院共和党会议领袖选举
美国参议院共和党参议员于2024年11月13日举行新一任共和党会议领袖，该领袖有望在第119届国会开幕时成为参议院多数党领袖。在2024年美國參議院選舉中，共和党通过翻转四席民主党席位，以53比47的优势成功重夺参议院控制权。时任参议院共和党党鞭的约翰·图恩在选举中獲勝，成為第119届国会的參議院多數黨領袖。
现任来自肯塔基州的共和党参议院领袖米奇·麦康奈尔自2007年以来一直担任此职务。他在2024年2月宣布将在下届国会会议开始时辞职，这一决定触发了继任者选举。选举将通过不记名投票进行，仅限第119届国会中的共和党籍联邦参议员参与投票。

## 概述
自2007年以来一直担任参议院共和党会议领袖的米奇·麦康奈尔参议员于2024年2月宣布将在2024年美国参议院选举后辞去领导职务。2024年美国参议院选举使共和党重新掌握联邦参议院多数席位，意味着共和党领袖选举的胜者将成为参议院多数党领袖。
参议院多数党领袖是其党派在参议院的首席代表，被视为参议院最有权力的成员。参议院的行政和立法事务也由多数党领袖负责管理和安排。此次选举的关键议题包括是否对参议院共和党领袖的任期进行限制、是否扩大领袖在参议院委员会任命中的权力以及如何推动当选总统特朗普的议程。此次不记名投票选举将于11月13日星期三举行，只有共和党参议员可以参加投票。候选人必须获得过半选票才能当选为领袖；如果没有候选人获得过半选票，则得票最少的候选人将被淘汰，参议员们将重新投票。

## 候选人
以下候选人宣布了参选意向。
| 候选人      | 家乡州                        | 其他参议院职务 | 参考文献. |
| ----------- | ----------------------------- | --- | --------- |
| 约翰·科宁   | 德克萨斯州 （自2002年起在任） | 参议院共和党党鞭 （2013年至2019年） | [ 8 ]     |
| 里克·斯科特 | 佛罗里达州 （自2019年起在任） | 全国共和党参议院委员会主席 （2021年至2023年） | [ 9 ]     |
| 约翰·图恩   | 南达科他州 （自2005年起在任） | 参议院共和党党鞭 （自2019年起） 参议院商务委员会主席 （2015年至2019年） 参议院共和党会议主席 （2012年至2019年） 参议院共和党政策委员会主席 （2009年至2012年） | [ 10 ]    |

### 各方背书
联邦参议员
- 乔希·霍利，密苏里州联邦参议员（2019年至今）[11]

联邦参议员
- 威廉·哈格蒂，田纳西州联邦参议员（2021年至今）[12]
- 罗恩·约翰逊，威斯康星州联邦参议员（2011年至今）[13]
- 麦克·李，犹他州联邦参议员（2011年至今）[14]
- 兰德·保罗，肯塔基州联邦参议员（2011年至今）[12]
- 马可·卢比奥，佛罗里达州联邦参议员（2011年至今）[15]
- 汤米·图伯维尔，阿拉巴马州联邦参议员（2021年至今）[16]
- 玛莎·布莱克本，田纳西州联邦参议员（2019年至今）[17]

联邦众议员
- 拜伦·唐纳兹，佛罗里达州第十九國會選區联邦众议员（2021年至今）[14]
- 玛乔丽·泰勒·格林，喬治亞州第十四國會選區联邦众议员（2021年至今）[18]
- 安娜·保利娜·卢纳，佛罗里达州第十三國會選區联邦众议员（2023年至今）[19]

著名人物
- 史蒂夫·班农，布赖特巴特新闻前执行主席[20]
- 格林·贝克，保守派政治评论员[21]
- 塔克·卡尔森，保守派政治评论员[12]
- 本尼·约翰逊，保守派政治评论员[15]
- 小罗伯特·肯尼迪，环保律师和反疫苗活动家[15]
- 查理·科克，保守派政治活动家[15]
- 劳拉·鲁默，极右翼政治活动家[13]
- 伊隆·马斯克，商人和投资者[22]
- 维韦克·拉马斯瓦米，美国企业家[23]
- 马特·施拉普，保守派政治活动家[23]

联邦参议员
- 凱文·克拉默，北达科他州联邦参议员（2019年至今）[24]
- 史蒂夫·戴恩斯，蒙大拿州联邦参议员（2015年至今）[25]
- 约翰·霍文，北达科他州联邦参议员（2011年至今）[24]
- 马克韦恩·马林，俄克拉荷马州参议员（2023年至今）[6]
- 迈克·朗兹，南达科他州联邦参议员（2015年至今）[26]

## 选举结果
| 候选人         | 候选人      | 第一轮 | 第一轮  | 第二轮 | 第二轮  |
| 候选人         | 候选人      | 得票数 | 得票率  | 得票数 | 得票率  |
| -------------- | ----------- | ------ | ------- | ------ | ------- |
|                | 约翰·图恩   | 23     | 43.40%  | 29     | 54.72%  |
|                | 约翰·科宁   | 15     | 28.30%  | 24     | 45.28%  |
|                | 里克·斯科特 | 13     | 24.53%  | 被淘汰 | 被淘汰  |
| 海选票         | 海选票      | 2      | 3.77%   | 0      | 0.00%   |
| 总计           | 总计        | 53     | 100.00% | 53     | 100.00% |
| 来源：Politico |             |        |         |        |         |